# Lürkeia
Lürkeia vagy Lürkia (görögül Λυρκεία) önkormányzat Görögország Argolisz régiójában, Argosz prefektúrában, a Küllini-hegy és a Mainalo-hegy közelében. Lakossága 2901 (2001-es adat).
A következő faluk tartoznak hozzá: Fregeni, Kapareli, Karüa, Kefalovrüsszo, Lürkeia , Neokhori, Szterna. Polgármestere Dimitriosz Szkoufisz (2007. január).
Lürkeia a Spartathlon ultramaratoni futóverseny útvonalán fekszik.